# Richard D'Oyly Carte
Richard D'Oyly Carte, född 3 maj 1844, död 3 april 1901, var en engelsk talangscout, teaterimpressario, hotellchef och kompositör. 
Carte startade två Londonteatrar och ett hotellimperium (Savoy Hotel). Han grundade ett operasällskap, D'Oyly Carte Opera Company, som spelade i över hundra år, och en teateragentur för några av tidens mest kända artister.
Han byggde Savoy Theatre och hjälpte Gilbert och Sullivan att nå ryktbarhet med sina operetter (Savoy opera).